# Moțca
Moțca è un comune della Romania di 5 185 abitanti, ubicato nel distretto di Iași, nella regione storica della Moldavia.
Il comune è formato dall'unione di 2 villaggi: Boureni e Moțca.